# Saison 7 des Enquêtes de Murdoch
Chronologie
Saison 6 Saison 8
La septième saison des Enquêtes de Murdoch compte dix-huit épisodes contrairement aux précédentes qui n'en comptaient que treize.

## Synopsis
Julia souhaite vendre la maison de Darcy. Sherlock Holmes revient à Toronto, tout comme James Pendrick, maintenant cinéaste. Murdoch combat une horde de morts-vivants, un tueur s'en prend aux patients de Julia, un monstre marin dévore une candidate de Miss Pureté. Il espère épouser Julia, tandis que l'union entre Cabtree et Emilie bat de l'aile.

## Distribution

### Acteurs principaux
- Yannick Bisson (VF : Jean-Philippe Puymartin) : Détective William Murdoch
- Thomas Craig (VF : Patrice Dozier) : Inspecteur Thomas Brackenreid
- Jonny Harris (VF : Luc Arden) : Agent George Crabtree
- Hélène Joy (VF : Dominique Westberg) : Dre Julia Ogden
- Lachlan Murdoch (VF : Philippe Bozo) : Agent Henry Higgins
- Georgina Reilly (VF : Barbara Delsol) : Dre Emily Grace

### Acteurs récurrents
- Kristian Bruun (VF : Cédric Dumond) : Agent Augustus « Slugger » Jackson (8 épisodes)
- Michael Seater (VF : Franck Lorrain) : James Gillies (3 épisodes)
- Giacomo Gianniotti (VF : Geoffrey Vigier) : Leslie Garland (8 épisodes)

### Invités
- Arwen Humphreys (VF : Marie-Laure Dougnac) : Margaret Brackenreid
- Peter Stebbings (VF : Alexis Victor) : James Pendrick
- Peter Keleghan (VF : Lionel Henry (acteur)) : Terrence Meyers
- Matthew Bennett (VF : Bertrand Liébert) : Allen Clegg
- Charles Vandervaart (VF : Maxime Baudouin) : John Brackenreid
- Jayden Greig (en) : Bobby Brackenreid
- Jillian Cook (VF : Véronique Rivière) : Annie Edson Taylor
- Dewshane Williams (VF : Namakan Koné) : Major Taylor
- David Storch (VF : Philippe Peythieu) : Thomas Edison
- Stephen Bogaert : Dr Daniel Clark
- Jason Card : Guglielmo Marconi
- Wendy Crewson : Cassie Chadwick (en)
- Philip Craig (VF : Michel Laroussi) : Andrew Carnegie
- Lisa Norton (VF : Laëtitia Lefebvre) : Emma Goldman
- Brent Crawford : William McKinley
- Goran Stjepanovic : Leon Czolgosz
- Andrew Gower (en) (VF : Sébastien Desjours) : David Kingsley / Sherlock Holmes

## Liste des épisodes
1. À l'eau, Murdoch ?
2. Les dessous de la petite reine
3. Les aventures cinématographiques de l'inspecteur Murdoch
4. L'affaire de la gouvernante disparue
5. Les morts vivants
6. Une araignée au plafond
7. Les dents du lac
8. Le pirate de Terre-Neuve
9. Train de nuit pour Kingston
10. Murdoch mène la danse
11. Voyage au centre de Toronto
12. Affaire déclassée
13. Escroc contre escroc
14. Vendredi 13, 1901
15. L'espion qui venait dans le froid
16. Petit scarabtree
17. Une explosion de silence
18. La mort du Dr Ogden

### Épisode 1:À l'eau, Murdoch?
- Canada : 30 septembre 2013 sur CBC
- France : 21 septembre 2014 sur France 3

- Canada : 1.39 millions de téléspectateurs
- France : 3.46 millions de téléspectateurs

- Ted Whittall : Clarence MacFarlane
- Jane Moffat : Elizabeth MacFarlane
- Wesley French : Johnny
- Chad Connell : Owen Mathers
- Miranda Millar : Amy MacFarlane
- Susanna Fournier : Doreen Jarvis
- Doug MacLeod : Linus Calvert
- Joel Rinzler : Manager d'Annie Taylor
- Stephen Farrell : Intendant #1
- Lorn Eisen : Intendant #2
- Ryan Worthing : Étudiant
- Michael Brown : Répartiteur télégraphique (non-crédité)

### Épisode 2:Les dessous de la petite reine
- Canada : 7 octobre 2013 sur CBC
- France : 21 septembre 2014 sur France 3

- Canada : 1.25 millions de téléspectateurs
- France : 3.50 millions de téléspectateurs

- Seán Cullen : Chippy Blackburn
- Julian Robino : Archie Milner
- David Christo : Warren Padgett
- Rebecca Liddiard : Lisette Barnes
- Michael Bradley : Courtier immobilier
- Scott Wentworth : Dr. Harwick
- Joey Kippax : Joe Fenton

### Épisode 3:Les aventures cinématographiques de l'inspecteur Murdoch
- Canada : 14 octobre 2013 sur CBC
- France : 28 septembre 2014 sur France 3

- Canada : 1.00 millions de téléspectateurs
- France : 3.36 millions de téléspectateurs

- Charlotte Sullivan : Charlotte / Minerva Fairchild
- Jefferson Brown : Lincoln Prescott
- Michael Healey : Alphonse
- Trish Lindstrom : Eleanor Grimes
- Mark McGrinder : Chef accessoiriste
- Kevin Dowse : Tireur
- Ben Irvine : Wallace

### Épisode 4:L'affaire de la gouvernante disparue
- Canada : 21 octobre 2013 sur CBC
- France : 28 septembre 2014 sur France 3

- Canada : 1.08 millions de téléspectateurs
- France : 3.10 millions de téléspectateurs

- Christian Distefano : Ben McQueen
- Kal Weber : Mr. McQueen
- Nicole St. Martin : Mme. McQueen
- Emily Klassen : Ms. Nora Webb
- Jessica Moss : Ms. Ellie Naughton
- Michelle Adams : Ms. Ann Selby
- Michael Coady : Herbert Greaves
- Gregg Lowe : Gregory Skinner

### Épisode 5:Les morts vivants
- Canada : 28 octobre 2013 sur CBC
- France : 5 octobre 2014 sur France 3

- Canada : 1.17 millions de téléspectateurs
- France : 3.50 millions de téléspectateurs

- Mike Shara : Dr. Luther Bates
- Arcadia Kendal : Betty Fuller
- Grant Nickalls : Jeremiah Fuller
- Tyler Murree : Gus Smalls
- Cara Ricketts : Rosina Denman
- Katy Grabstas : Ouvrière
- Lada Darewych : Voisine
- David Vena : Mordeur
- Julian Lewis : Homme hargneux
- Monica Dottor : Harriet Fuller
- Michael Giel : Bagarreur de bar (non-crédité)

### Épisode 6:Une araignée au plafond
- Canada : 4 novembre 2013 sur CBC
- France : 5 octobre 2014 sur France 3

- France : 3.13 millions de téléspectateurs

- Tara Spencer-Nairn : Pauline Kerr
- Joris Jarsky : Jarius Kerr
- David Richmond-Peck : Dr. Charles Linden
- Alexander De Jordy : Harry Phelps
- Laura Condlln : Imelda Craske
- Melissa Hood : Sarah Bosen
- Ryan Kelly : Mr. Bosen

### Épisode 7:Les dents du lac
- Canada : 18 novembre 2013 sur CBC
- France : 12 octobre 2014 sur France 3

- Canada : 1.39 millions de téléspectateurs
- France : 3.69 millions de téléspectateurs

- Jim Watson (en) : James Bennett
- Richard Waugh : Mason Alexander
- Emma Pedersen : Elaine Lawson
- Katie Strain : Marie Nicholson
- John Dolan : Capitaine Squires

### Épisode 8:Le pirate de Terre-Neuve
- Canada : 25 novembre 2013 sur CBC
- France : 12 octobre 2014 sur France 3

- Canada : 1.40 millions de téléspectateurs
- France : 3.37 millions de téléspectateurs

- Allan Hawco : Jacob Doyle
- Dave Sullivan (en) : Westbay Farrelly
- Jean Daigle : Policier de St John
- Tamara Bernier : Tante Azalea
- Karen Skidmore : Tante Daisy
- Caroline Gillis : Tante Marigold
- Darren Hynes : Clay Murphy
- Dana Puddicombe : Eunice Farrelly
- Andy Boorman : Commis de nuit
- James Binkley : Ezekiel Farrely
- Jesse Griffiths : Homme (non-crédité)

### Épisode 9:Train de nuit pour Kingston
- Canada : 2 décembre 2013 sur CBC
- France : 19 octobre 2014 sur France 3

- Canada : 1.40 millions de téléspectateurs
- France : 3.45 millions de téléspectateurs

- Ryan McDonald : Nathaniel Henry
- Marqus Bobesich : Aaron Rauls
- Kirstin Rae Hinton : Sadie Hopkins
- Richard Davis : Finn Hopkins
- Brian Kaulback : Agent Hodge
- Paul De La Rosa : Homme
- Paul Rivers : Conducteur de train

### Épisode 10:Murdoch mène la danse
- Canada : 6 janvier 2014 sur CBC
- France : 19 octobre 2014 sur France 3

- Canada : 1.43 millions de téléspectateurs
- France : 3.40 millions de téléspectateurs

- Miranda Edwards : Chloe Peters
- Clé Bennett : Ozzy Hughes
- Helen Johns : Jean Hamilton
- Ronnie Rowe : Buddy Duncan
- Tenika Davis : Hattie Carter
- Dalmar Abuzeid : Jeremy Hardy
- Jonathan Llyr : Mick O'Shea
- Darren Anthony : Nathan Peters
- Laura Nordin : Cora Brooks
- Tony Craig : Propriétaire du bar

### Épisode 11:Voyage au centre de Toronto
- Canada : 13 janvier 2014 sur CBC
- France : 26 octobre 2014 sur France 3

- Canada : 1.32 millions de téléspectateurs
- France : 3.51 millions de téléspectateurs

- Lauren Lee Smith : Elva Gordon
- Robert Mauriell : Herbert Humphreys
- Jason Weinberg : Mr. Blevitch #1
- Glen Gaston : Mr. Blevitch #2
- Christopher Morris : Dr. Martin Roome

### Épisode 12:Affaire déclassée
- Canada : 20 janvier 2014 sur CBC
- France : 2 novembre 2014 sur France 3

- Canada : 1.35 millions de téléspectateurs
- France : 3.81 millions de téléspectateurs

- Brad Borbridge : Victor Johnson
- Paul Constable : Raymond Johnston
- Jacklyn Francis : Ms. Dignan
- John Corbett : Mr. Jeffrey Roundhill
- Catherine McNally : Infirmière en chef
- Neil Foster : Ministre
- Jane Johanson : None

### Épisode 13:Escroc contre escroc
- Canada : 27 janvier 2014 sur CBC
- France : 9 novembre 2014 sur France 3

- Canada : 1.48 millions de téléspectateurs
- France : 3.67 millions de téléspectateurs

- Daiva Johnston : Eva Pearce
- J. Sean Elliott : Mr. Fleet
- Thom Marriott : Majordome
- David Collins : Photographe

### Épisode 14:Vendredi 13, 1901
- Canada : 3 mars 2014 sur CBC
- France : 16 novembre 2014 sur France 3

- Canada : 1.38 millions de téléspectateurs
- France : 3.86 millions de téléspectateurs

- Emma Campbell : Rose
- Andrea Runge : Lavinda
- Brittany Johnson : Diane
- Jeanie Calleja : Jo
- Nick Stathas : Bête d'homme
- Clinton Walker : Président du club

### Épisode 15:L'espion qui venait dans le froid
- Canada : 10 mars 2014 sur CBC
- France : 23 novembre 2014 sur France 3

- Canada : 1.33 millions de téléspectateurs
- France : 3.65 millions de téléspectateurs

- Melanie Leishman : Sarah Harrison
- Christian Bako : Anton Woycek
- Sam Rosenthal : Homme suspect
- Jennifer Goodhue : Femme suspecte
- Hope Fleury : Fille
- Thom Sears : Agent Evans (non-crédité)

### Épisode 16:Petit scarabtree
- Canada : 24 mars 2014 sur CBC
- France : 30 novembre 2014 sur France 3

- Canada : 1.38 millions de téléspectateurs
- France : 3.31 millions de téléspectateurs

- Brian Kaulback : Agent Hodge
- Allen Keng : Wu Chang
- Russell Yuen : Sun Yang
- Daniel Junghuan Park : Yu Da
- Tsu-Ching Yu : Wu Ling
- Robert Lee : Chow Wei
- Warren Chow : Chef de cuisine
- Dominic Fung : Mr. Lee
- Norman Yeung : Dégustateur
- Michael Chan : Homme dans Chinatown

### Épisode 17:Une explosion de silence
- Canada : 31 mars 2014 sur CBC
- France : 7 décembre 2014 sur France 3

- Canada : 1.34 millions de téléspectateurs
- France : 3.13 millions de téléspectateurs

- David Huband : Maire Clarkson
- Tom Barnett : Richard Welsh
- Chantal Craig : Cecily Welsh
- Gord Rand : Travis Macquire
- Patrick Galligan : Député maire
- Michael Spencer-Davis : Bradley Fowler
- Irene Poole : Mme. Pike
- Jeffrey Knight : Wallace Pike
- Alanis Peart : Mme. Cunnyworth
- Darryn Lucio : Conducteur
- Donald Tripe : Buggyman
- Carson Durven : Forgeron
- Stephen LeBail : Pompier
- David Fox : Dr. Lionel Odgen (non-crédité)
- Igor Pugdog : Chien de la famille Clarkson (non-crédité)

### Épisode 18:La mort duDrOgden
- Canada : 7 avril 2014 sur CBC
- France : 14 décembre 2014 sur France 3

- Canada : 1.35 millions de téléspectateurs
- France : 4.10 millions de téléspectateurs

- David Fox : Dr Lionel Odgen
- Diana Leblanc : Caroline Hill
- Rainbow Sun Francks : Sam Carr
- Cyrus Lane : Roger Newsome
- Steven Yaffee : Arthur Elliot
- Ashton Doudelet : Theodore Grady
- Jeremy Birrell : Horace Simms
- Keith Dinicol : Dr Bradley
- Jane Spidell : Mme Hastings
- Jonathan Llyr : Mick O'Shea
- Nick Nolan : Tim O'Shea
- James Graham : Oliver Hoyle